# 오슬로, 8월31일
오슬로, 8월31일(Oslo, 31. August )은 노르웨이에서 제작된 요아킴 트리에 감독의 2011년 드라마 영화이다. 앤더스 다니엘슨 리 등이 주연으로 출연하였다.

## 출연

### 주연
- 앤더스 다니엘슨 리
- 한스 올라브 브레너
- 잉그리드 올라바